# Игрецов, Андрей Сергеевич
Андрей Сергеевич Игрецов (родился 23 декабря 1985 в Москве) — российский регбист, правый столб команды «Слава».

## Карьера игрока
Воспитанник академии «Славы». В главной команде дебютировал в 2004 году и выступает за клуб уже на протяжении 15 лет. В 2018 году был в аренде у «Енисея-СТМ» для участия в Кубке Вызова.

## Карьера в сборной
С 2008 по 2015 года выступал за сборную России. В 2019 году снова получил вызов в расположение сборной и сыграл в матче второй сборной России против второй сборной Грузии.